# Hauptstraße 74 (Korschenbroich)

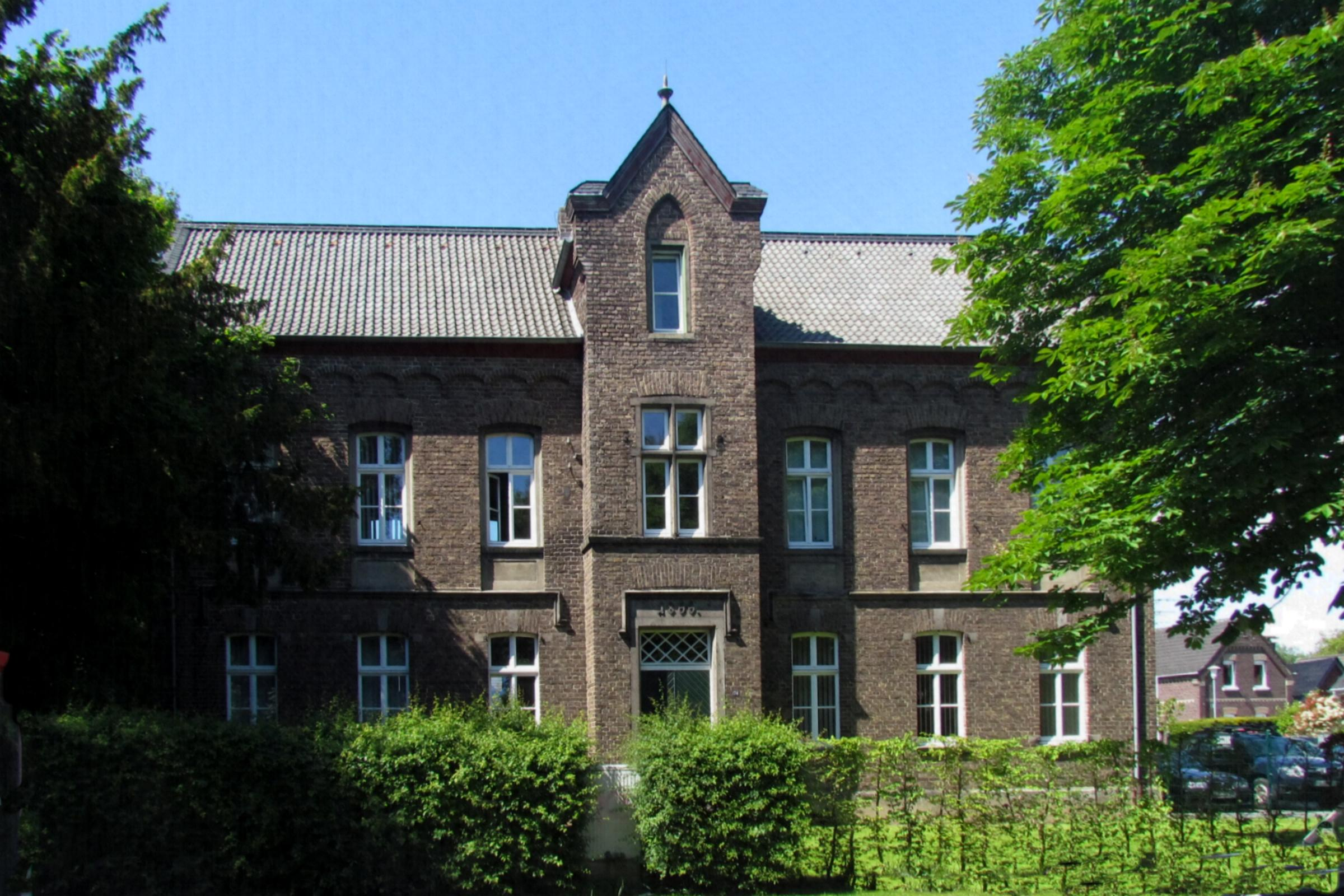
Ehemalige Schule

Die ehemalige Schule Hauptstraße 74 steht im Stadtteil Glehn in Korschenbroich im Rhein-Kreis Neuss in Nordrhein-Westfalen.
Das Gebäude wurde 1866 erbaut und unter Nr. 057 am 12. September 1985 in die Liste der Baudenkmäler in Korschenbroich eingetragen.

## Architektur
Es handelt sich um einen zweigeschossigen Backsteinbau in sieben Achsen, die Mittelachse dreigeschossig überhöht, leicht vorgezogen und übergiebelt. Backstein mit Backsteinfries. Jahreszahl 1866 an der Fassade.